# Ctenus valvularis
Ctenus valvularis este o specie de păianjeni din genul Ctenus, familia Ctenidae. A fost descrisă pentru prima dată de Johan Coenraad van Hasselt în anul 1882. Conform Catalogue of Life specia Ctenus valvularis nu are subspecii cunoscute.